# هانس يورغن همر
هانس يورغن همر (بالدنماركية: H.J. Hammer)‏ هو رسام دنماركي، ولد في 29 ديسمبر 1815 في كوبنهاغن في الدنمارك، وتوفي في 28 يناير 1882 في روما في إيطاليا.

## معرض صور

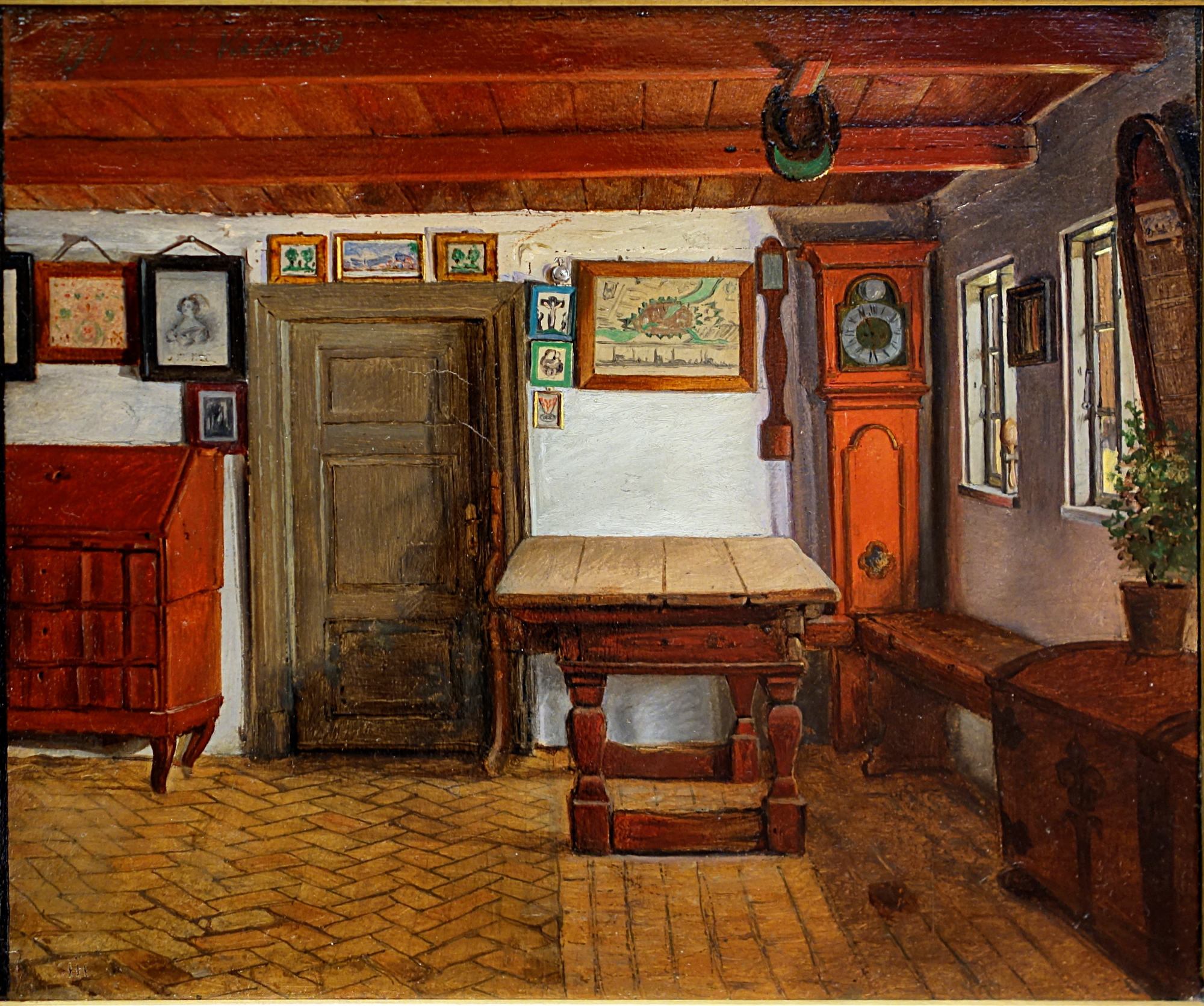
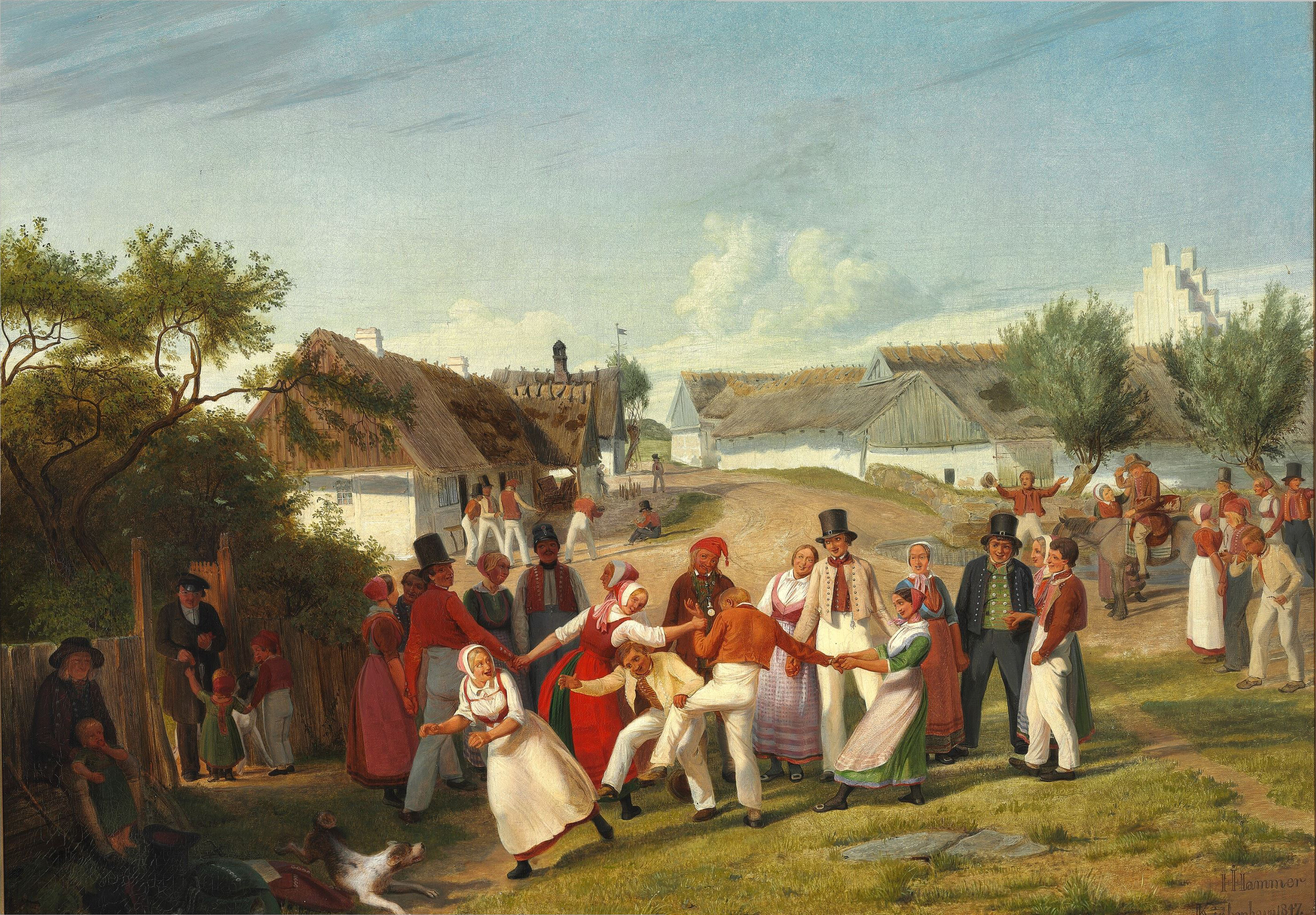
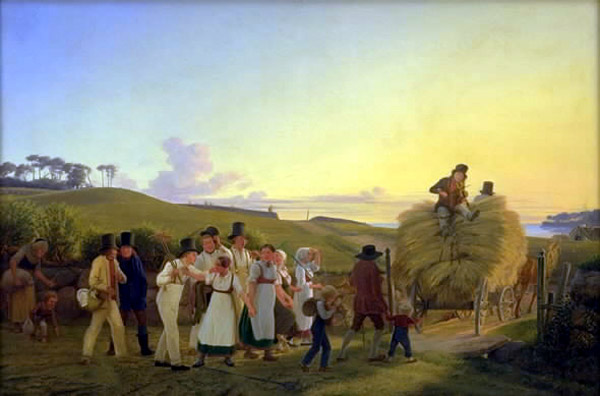
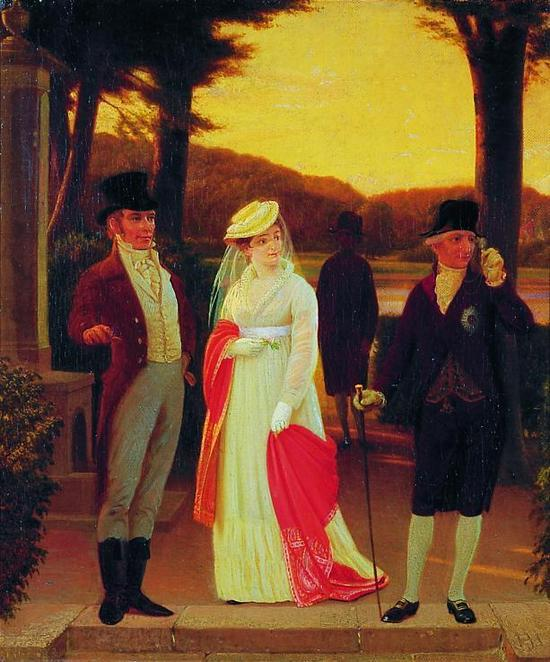
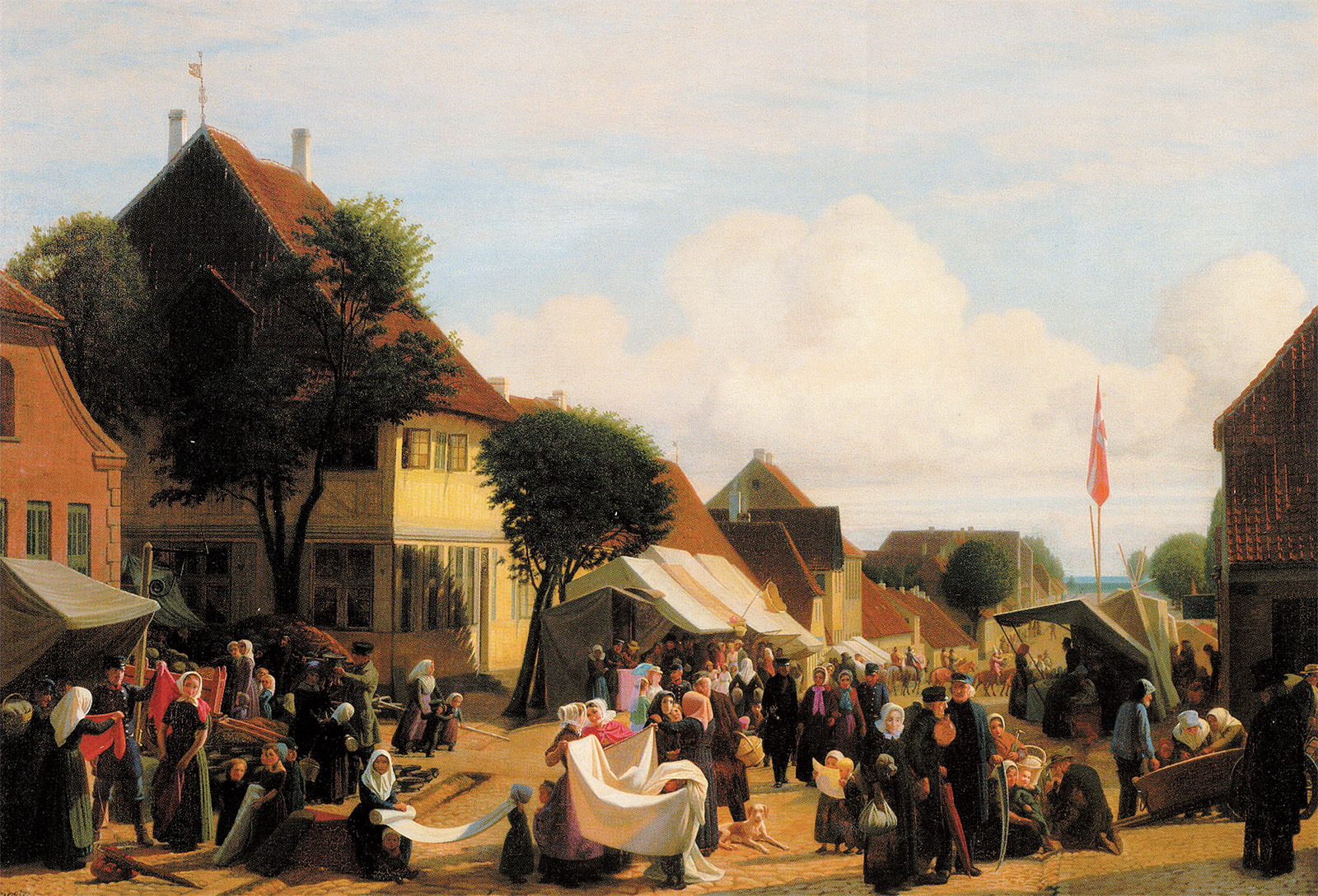